# 近似による誤差

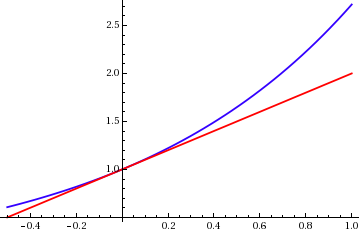
（青）と、x = 0 における線形近似 （赤）のグラフ。近似による誤差は2つのグラフの差であり、x の値が0より大きくなるほど誤差も大きくなっている。

近似による誤差（きんじによるごさ）とは、真の値と近似値の差のことである。 近似による誤差は以下のような事情で発生する：
1. 測定に用いる器具が原因で 測定したデータ が厳密でない（例: 正確には29.7 cmの長さがあるA4用紙の長辺の長さを小数の目盛りがない定規で測れば、測定結果を29cmか30cmに丸めざるを得ない）。
2. 実際の値の代わりに、近似値を用いる（例: 円周率πの代わりに3.14を用いて計算する）。

数値解析の数学の分野では、アルゴリズムの数値的安定性は誤差がアルゴリズムの過程でどのように伝搬していくかということに対応している。

## 形式的な定義
一般的に、近似による誤差については、相対誤差と絶対誤差を区別して考える。
真の値 v とその近似 vapprox に対して、その絶対誤差εは
{\displaystyle \epsilon =|v-v_{\text{approx}}|}
で定義される。ここで、縦棒|·|は絶対値を表す記号である。 次に、{\displaystyle v\neq 0}の場合、相対誤差ηは
{\displaystyle \eta ={\frac {\epsilon }{|v|}}=\left|{\frac {v-v_{\text{approx}}}{v}}\right|=\left|1-{\frac {v_{\text{approx}}}{v}}\right|}
、誤差百分率δは、
{\displaystyle \delta =100\%\times \eta =100\%\times {\frac {\epsilon }{|v|}}=100\%\times \left|{\frac {v-v_{\text{approx}}}{v}}\right|}
と定義できる。つまり、絶対誤差とは真の値と近似値の差の大きさそのもので、相対誤差とは絶対誤差を真の値で割ったものということになる。これは真の値に対する絶対誤差の割合と言い換えることもでき、誤差百分率は相対誤差を百分率で表したものである。 

### 一般化
以上の誤差の定義は、n次元ベクトルの場合にも拡張することができる。この場合には、絶対値の代わりに n-ノルムを用いればよい。

## 計算例
絶対誤差と相対誤差の計算例を示す。真の値が50で近似49.9の場合、その絶対誤差は |50 − 49.9| = 0.1 となり、相対誤差は 0.1/50 = 0.002 = 0.2% となる。またもう一つの例として、6 mL 入っているビーカーに対して 5 mL と測定した場合、正確な値は 6 mL となるため、誤差百分率は約 16.7% となる。

## 相対誤差の利用
相対誤差は、全く異なる大きさの値に対する近似値の精度を比較する場合にしばしば使われる。例を挙げると、真の値が1000であるのに対し近似値を1003と与える場合と、真の値が1000000であるときに近似値を1000003で与える場合とでは、どちらも絶対誤差は3で等しいが、実際には大抵の場合に前者の近似がより意味をなさないことが多い。実際相対誤差を計算してみると、前者が0.003なのに対し後者は0.000003であるから、絶対誤差は同じでも相対誤差は1000倍もの差になるのである。
しかし相対誤差を利用するにあたっては、以下に示す2つの点に注意せねばならない。まず、相対誤差の計算では分母に真の値を用いるから、真の値が0の時には相対誤差を定義できない。第二に、相対誤差は比率尺度（すなわち、ゼロに絶対的な意味がある尺度）の単位を持つ値に対しては意味を持つのだが、そうでない場合の取扱には注意が必要であることである。 例えば、温度を測定した際に絶対誤差が摂氏1℃で、真の温度は摂氏2℃であったとしよう。この場合の相対誤差は定義に従えば0.5（50%）と計算できる。しかし同じ場合でも温度を絶対温度で計測していた場合、絶対誤差は摂氏の場合と同様に1Kであるが、真の値が275.15Kであるから相対誤差はわずか3.63×10−3（0.363%）となる。摂氏温度は単に間隔尺度であるのに対し、絶対温度は0Kという真のゼロ点を有するので比率尺度である。したがって、相対誤差を計算するならば絶対温度を用いなければ適切とは言えない。

## 測定誤差
ほとんどの測定器は、フルスケール（最大測定可能な量）に対して一定の割合の精度が保証されている。こういったある特定の値からの誤差の上限のことを、誤差限界または誤差保証という。